# Clarence White
Clarence White (født Clarence Joseph LeBlanc; 7. juni 1944, død 15. juli 1973) var en amerikansk bluegrass-, country- og rockguitarist og -sanger.
Han er bedst kendt for at være medlem af bluegrassgruppen Kentucky Colonels, rockgruppen The Byrds samt supergruppen Muleskinner.
Han har sammen med musikerkollegaen Gene Parsons opfundet The StringBender, en anordning der får en elektrisk guitar til at lyde lidt som en pedal steel guitar.